# 天主教水原教区
天主教水原教區（拉丁語：Dioecesis Suvonensis）是韓國一個羅馬天主教教區，屬首爾總教區。範圍包括京畿道南部。座堂位於水原市。
2007年，有599,044名教友，估轄區總人口9.3%，有153個堂區、353名司鐸、267名修士、1,145名修女。
1963年10月7日被升為教區。現任主教李容勳。

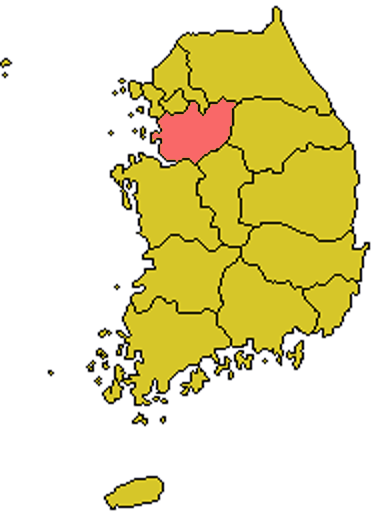
教區範圍